# ロブ・ペニー
ロブ・ペニー（Rob Penney、1964年4月27日 - ）は、ニュージーランド出身のラグビーユニオン指導者。

## 略歴
現役時代はリヨンOU、ベネットンらでプレーしていた。
現役引退後、U20ニュージーランド、マンスターらのコーチを歴任。
2014年、NTTコミュニケーションズのヘッドコーチに就任。なおNTTコムヘッドコーチ時代にU20日本代表スポットコーチを務めたことがある。
2019年、豊田自動織機シャトルズのヘッドコーチに就任するも、同年10月に退任してワラターズのヘッドコーチに就任。
2021年、NTTコミュニケーションズシャイニングアークス東京ベイ浦安のヘッドコーチに復帰。
2022年、浦安D-Rocksの強化アドバイザーとなる。
2022年11月、U20日本代表のヘッドコーチに就任。
2023年8月、クルセイダーズのヘッドコーチに就任予定。